# John Mack

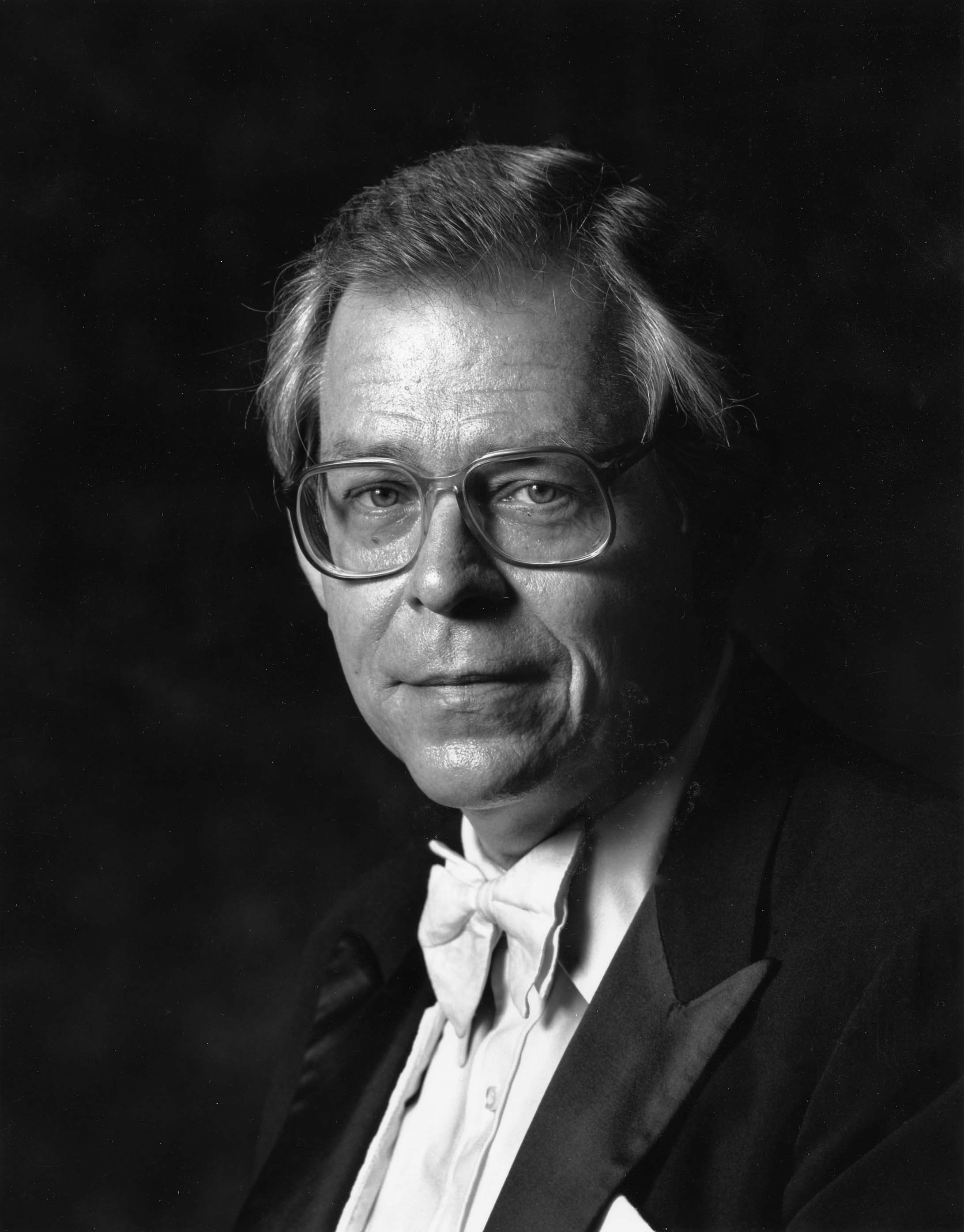
John Mack

John Mack (Somerville, Nova Jérsei, 30 de outubro de 1927 – 23 de julho de 2006) foi um músico oboista estadunidense. Freqüentou a Juilliard School, estudando com Harold Gomberg e Bruno Labate, e o Curtis Institute of Music, com o legendário Marcel Tabuteau.
Sua primeira experiência profissional foi acompanhando a turnê do Sadler Wells Ballet's pelos Estados Unidos, entre 1951 e 1952. Mais tarde tornou-se oboísta principal da New Orleans Symphony. Ensinou por algum tempo na Universidade de Louisiana e tocou com a National Symphony Orchestra, de 1963 a 1965.  Foi indicado por George Szell como o oboísta principal da Cleveland Orchestra, em 1965, ali permanecendo até sua aposentadoria em 2001.
A partir de 1965 foi diretor de estudos de oboé no Instituto de Música de Cleveland e ensinou também na Juilliard.